# Kymijoki
Der Kymijoki (schwedisch Kymmene älv) ist ein Fluss in Süd-Finnland.
Der Kymijoki ist zwischen 180 und 203 km lang. Er entfließt dem See Päijänne in Mittelfinnland. Der Kymijoki verzweigt sich bei dem zur Stadt Kotka gehörenden Dorf Pernoo, etwa 12 km vom Meer entfernt. Bei Kotka mündet er an fünf Stellen in den Finnischen Meerbusen.
Der Fluss gab der Landschaft Kymenlaakso ihren Namen. Er ist der größte Fluss Südfinnlands und wird auch für die Erzeugung hydroelektrischer Energie benutzt. Die Städte Kotka, Anjalankoski und Kuusankoski nutzen den Fluss für die heimische Holzschliff-Industrie.
Der westliche Mündungsarm des Kymijoki war nach den Bestimmungen des Friedensvertrags von Åbo (1743) bis 1809 die Ostgrenze des schwedischen Reiches; die im 18. Jahrhundert an Russland gefallenen Gebiete östlich des Flusses nennt man Altfinnland.